# Federico Varela
Federico „Fede“ Nicolás Varela (* 18. April 1997 in Buenos Aires) ist ein argentinischer Fußballspieler, der aktuell für den FC Differdingen 03 in Luxemburg aktiv ist.

## Karriere
Varela wurde in Buenos Aires geboren, zog aber schon in jungen Jahren nach Viveiro in Spanien und begann seine Karriere in der Jugendabteilung von Viveiro CF. Anschließend beendete er seine fußballerische Ausbildung bei Celta Vigo und wechselte im August 2014 nach Stade Nyonnais in die Schweiz.
Sein Debüt in einer Profimannschaft gab Varela am 24. September 2014 nach einer 1:3-Heimniederlage gegen den FC Köniz. Seinen ersten Treffer für den Verein erzielte er am 8. November, allerdings bei einer 1:2-Heimniederlage gegen den SC Brühl. Er verließ den Klub nach drei Toren in 21 Einsätzen in allen Wettbewerben.
Am 29. Januar 2015 wechselte Varela zur Reserve von FC Porto. Sein Debüt gab er am 15. August, als er in der zweiten Halbzeit beim 2:1-Auswärtssieg gegen CD Santa Clara für João Graça eingewechselt wurde. Am 21. Januar 2018 wurde Varela bis zum Ende der Saison an den portugiesischen Zweitligisten Portimonense SC ausgeliehen. Acht Tage später gab er sein Debüt in der Liga und spielte die letzten zehn Minuten bei einem 4:1-Heimsieg gegen den Rio Ave FC.
Am 30. Juli 2018 kehrte Varela nach Spanien zurück und einigte sich mit Rayo Majadahonda in der Segunda División auf einen einjährigen Leihvertrag. Am darauf folgenden 4. Juli unterzeichnete er einen Dreijahresvertrag bei dem Erstligisten CD Leganés, wurde jedoch am 30. Dezember 2019 auf Leihbasis für die Rückrunde an UD Las Palmas verliehen.
Nachdem Varela am 15. September 2020 seinen Vertrag bei CD Leganés aufgelöst hatte, wechselte er in die türkische Süper Lig und unterschrieb einen Vertrag bei Denizlispor. Doch schon im Februar 2021 wechselte er weiter nach Bulgarien zu ZSKA Sofia und gewann dort am Ende der Spielzeit den nationalen Pokal. Im Finale schlug man Arda Kardschali mit 1:0, Varela stand dabei über 45 Minuten auf dem Feld
Im Sommer 2022 wurde sein Vertrag nicht mehr verlängert und Varela war bis zum 31. Januar 2023 vereinslos, ehe ihn Phoenix Rising aus der USL Championship unter Vertrag nahm. Bei dem US-amerikanischen Franchise aus Chandler im Bundesstaat Arizona absolvierte er in zwei Spielzeiten insgesamt 49 Ligaspiele und schoss dabei fünf Treffern.
Seit dem 31. Januar 2024 steht Varela nun beim luxemburgischen Erstligisten FC Differdingen 03 unter Vertrag.

## Erfolge
- Bulgarischer Pokalsieger: 2022